# Punta de les Bassetes
La Punta de les Bassetes és una muntanya de 514 metres que es troba entre els municipis de Torroja del Priorat i la Vilella Alta, a la comarca catalana del Priorat.